# La Serpe d'or
La Serpe d'or est le deuxième album de la bande dessinée Astérix, publié en 1962, scénarisé par René Goscinny et dessiné par Albert Uderzo.
Il a été pré-publié dans le journal Pilote du no 42 (11 août 1960) au no 74 (23 mars 1961).

## Résumé
Le druide Panoramix a brisé sa serpe d'or, outil indispensable pour cueillir le gui, ingrédient essentiel de la potion magique. Astérix et Obélix partent donc lui en chercher une nouvelle à Lutèce, auprès du fabricant de renom Amérix, cousin lointain d'Obélix.
Arrivés à destination, les deux Gaulois trouvent porte close, tandis qu'un voyou nommé Lentix, alerté par l'aubergiste voisin qu'ils ont interrogé, leur affirme qu'Amérix a pris sa retraite. « Pour leur venir en aide », Lentix présente à Astérix et Obélix le propriétaire d'un estaminet, Avoranfix, qui leur propose des serpes d'or à des prix exorbitants, puis les insulte lorsqu'ils refusent de payer. Les deux héros se fâchent et déclenchent une bagarre générale. Ils sont arrêtés par les soldats romains, mais le préfet décadent de Lutèce, Gracchus Pleindastus, les remet en liberté, « parce qu'ils l'ennuient ».
Un centurion leur explique qu'Amérix a peut-être été enlevé par une bande de trafiquants de serpes qui sévit actuellement à Lutèce, ce que semble confirmer leur propre enquête dans la maison du fabricant. Astérix remarque aussi que le voisin d'Amérix a précipitamment vendu son auberge et quitté la ville pour Gergovie. Les deux compagnons le rattrapent et l'obligent à avouer que Lentix le forçait à travailler comme rabatteur de clients après avoir assisté à l'enlèvement du marchand de serpes. Les deux héros saccagent la maison de Lentix à la recherche d'indices, mais sont encore arrêtés par les Romains. En cellule, ils font la connaissance d'un prisonnier alcoolique qui a entendu Lentix donner rendez-vous à Avoranfix « sous un dolmen ». Ils s'évadent et apprennent que le seul dolmen de la région se trouve dans la forêt voisine, fréquentée la nuit par des loups et des brigands. Ils y découvrent un souterrain conduisant à un dépôt de serpes clandestin, et ont tôt fait de maîtriser toute la bande de trafiquants, mais Avoranfix réussit à leur échapper.
Laissant Lentix enfermé dans le souterrain, les Gaulois partent à la recherche d'Avoranfix qu'ils trouvent dans un marché. Mais ayant bousculé une patrouille romaine sur leur chemin, ils sont arrêtés et jetés en prison pour la troisième fois. Après une nouvelle évasion, ils surprennent Avoranfix discutant avec Gracchus Pleindastus, qui avoue être le chef des trafiquants de serpes, pour se distraire... et pour l'argent. Le préfet est alors arrêté par son centurion.
Libéré des caves du palais, Amérix récupère ses biens et offre sa plus belle serpe d'or à ses sauveurs, qui la rapportent à leur druide.

## Personnages principaux
- Les habitants du village gaulois, dont : 
  - Astérix, guerrier,
  - Obélix, livreur de menhir,
  - Assurancetourix, barde (notez qu'il a les cheveux blancs p5 devenus blonds p46 -faux raccord?),
  - Panoramix, druide,
  - Abraracourcix, chef du village ;
- Lentix, lutécien, homme de main d'Avoranfix, trafiquant de serpes d'or ;
- Avoranfix, lutécien, patron du cabaret, lieutenant du chef des trafiquants de serpes ;
- Gracchus Pleindastus, préfet romain de Lutèce, chef des trafiquants de serpes d'or ;
- Claudius Metrobus, guide touristique à Lutèce ;
- Amérix, fabriquant et marchand de serpe d'or à Lutèce, cousin d'Obélix ;
- le marchand de vins arverne ;
- le décurion romain et sa patrouille ;
- le centurion romain ;
- l'esclave du préfet Gracchus Pleindastus ;
- l'aubergiste originaire de Massilia ;
- le prisonnier gaulois ivre.

## Analyse
Le séjour lutécien des personnages est l'occasion de nombreux clins d'œil divers, en particulier par la transposition à la Lutèce antique des caractéristiques du Paris actuel, comme c'est fréquemment le cas dans la série. Ainsi les auteurs font-ils semblant de faire de Lutèce la capitale de la Gaule, bien que ce ne fût pas le cas —seule Lyon l'a été à une période (Lugdunum, capitale des Gaules).

### Villes et lieux traversés
- Le village des Gaulois : village situé en Bretagne (Armorique) où vivent Astérix et Obélix.
- L'Auberge du Barbare repenti : établissement situé entre le village gaulois et Suindinium (sur la voie romaine XII selon une borne kilométrique), tenu par un Germain. Astérix et Obélix y restent une nuit.
- Suindinium (Le Mans) : Astérix et Obélix passent par cette ville, le jour de la grande course de chars à bœufs : les 24 heures de Suindinium.
- Lutèce (Paris) : principal lieu de l'action de l'album, avec aussi :
  - une agence touristique en forme de moulin rouge (rappelant le Moulin rouge de Paris). Le nom du guide Claudius Metrobus, renvoie au métro et au bus, moyens de transports très développés à Paris.
  - la voie romaine VII (évoquant la fameuse Route nationale 7).
  - le futur Bois de Boulogne, où se trouve le dépôt de serpes des trafiquants.
- La forêt des Carnutes, mentionnée.

### Allusions à l'époque actuelle (anachronismes)
- À leur arrivée à Lutèce, les Gaulois découvrent combien la ville est embouteillée, ce qui rend les conducteurs agressifs, comme encore aujourd'hui, Paris étant la ville la plus embouteillée d'Europe.
- Un pêcheur se plaignant de ne pêcher que des amphores (p. 11) évoque la Seine polluée, tout comme Astérix évoque l'air vicié de cette grande ville.
- Lors du retour des héros à leur village, une habitante s'exclame : « Ils vont nous dire ce qui se porte à Lutèce cette saison ! », par allusion au fait que Paris soit une des capitales de la mode.

### Citations latines
- Vade retro (Recule) : phrase prononcée par le décurion romain dans l'estaminet pour faire reculer les clients.
- Pax (La paix) : phrase prononcée par l'esclave du préfet Gracchus Pleindastus réclamant le calme.
- Quid ? (Quoi ?) : phrase prononcée par le centurion romain qui entend le Gaulois ivrogne parler trop fort.
- Quis, quid, ubi, quibus auxiliis, cur, quomodo, quando ? (Qui, quoi, où, par quels moyens, pourquoi, comment, quand ?) : phrase prononcée par le centurion romain au préfet Gracchus Pleindastus pour qu'il s'explique.
- Acta est fabula (La pièce est jouée) : phrase prononcée par le préfet Gracchus Pleindastus en guise de conclusion après ses explications.

### Caricatures
- Aux 24 heures de Suindinum, l'un des concurrents est une caricature de Jean Graton.
- Le préfet Gracchus Pleindastus est une caricature de Charles Laughton : ce personnage est inspiré de Sir Humphrey Pengallan joué par cet acteur dans le film d'Alfred Hitchcock, La Taverne de la Jamaïque.
- L'aubergiste originaire de Massilia est une caricature de Raimu. Il sera à nouveau caricaturé dans l'album Le Tour de Gaule d'Astérix, à travers le personnage de César Labeldecadix.

### Chansons
- Douce Gaule (planche 1), chanté par Obélix taillant un menhir, parodiant Douce France, écrite et chantée par Charles Trenet.
- Lutèce c'est une blonde (planche 49), chanté par Astérix et Obélix quittant Lutèce, parodiant : Paris c'est une blonde, extrait de Ça c'est Paris, chantée par Mistinguett.

### Allée de la Serpe-d'or
Une voie publique de la commune du Tartre-Gaudran, dans les Yvelines, conduisant à la propriété qu'y possédait Albert Uderzo depuis les années 1960, porte officiellement le nom d'« allée de la Serpe-d'or ».
Une autre voie publique de la commune de Chalonnes-sur-Loire, dans le Maine et Loire, porte le nom de « rue de la Serpe-d'Or ».

## Tirage
L'album a été tiré en 15 000 exemplaires.

## Adaptations
En décembre 1962, un disque 33 tours adapté et réalisé par Jacques Garnier et Gérard Barbier est publié par le label Festival sous le titre Astérix et la Serpe d'or. Cet enregistrement reprend le feuilleton radiophonique diffusé tous les jeudis soir sur Radio Luxembourg dans l'émission Pilote. Le comédien Guy Piérauld prête sa voix au personnage d'Astérix, tandis que celle d'Obélix est interprétée par Albert Augier.
En 1967, alors que René Goscinny et Albert Uderzo donnent leur accord pour la sortie en salle d'Astérix le Gaulois, réalisé à leur insu par les studios Belvision, ils apprennent qu'un deuxième film, adapté de l'album La Serpe d'or, est également en cours de production chez Belvision. Goscinny et Uderzo opposent leur veto à ce projet et demandent la destruction du long métrage.